# Szalon
 (mai 2021).
Si vous disposez d'ouvrages ou d'articles de référence ou si vous connaissez des sites web de qualité traitant du thème abordé ici, merci de compléter l'article en donnant les références utiles à sa vérifiabilité et en les liant à la section « Notes et références ».
Szalon ([ˈsɒlon]) est une marque de bière hongroise produite par la brasserie de Pécs. 
La marque recouvre plusieurs produits :
- Szalon Világos
- Szalon Barna
- Szalon Búza
- Szalon Alkoholmentes